# Salish

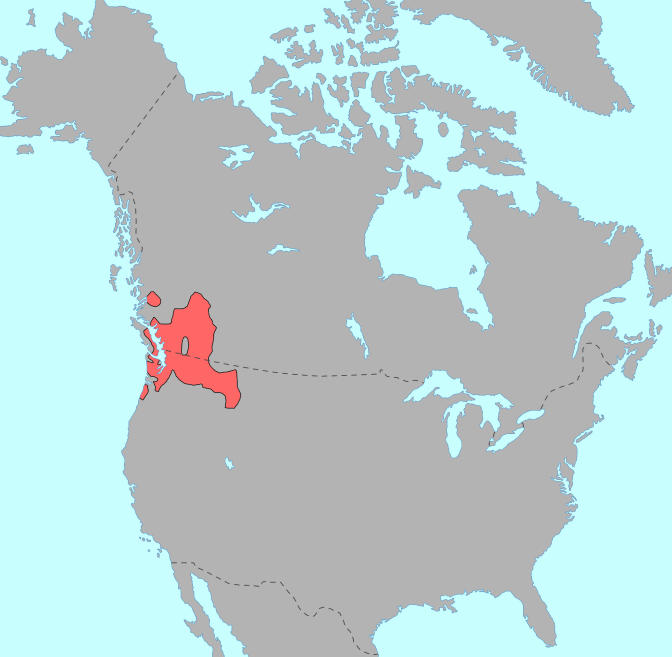
Distribución de las lenguas salish en Norteamérica.

Los salish de la costa son un grupo de pueblos indígenas de la costa noroeste del Pacífico, relacionados entre sí étnica y lingüísticamente. Habitan en la provincia canadiense de Columbia Británica, que se ubican en Canadá y en los estadosde Washington y Oregón en Estados Unidos. Hablan una de las lenguas salish de la costa.
Los salish de la costa conforman un grupo amplio y diverso de numerosas naciones, cada una con culturas y lenguas distintivas. Su territorio tradicional se extiende desde el límite norte del mar de los Salish, en la parte interna de la isla de Vancouver, y abarca la mayor parte del sur de dicha isla, toda la región del Lower Mainland y gran parte del estrecho de Puget y la península Olímpica (exceptuando los territorios del pueblo chemakum). Sus territorios tradicionales coinciden con importantes áreas metropolitanas modernas, como Victoria, Vancouver y Seattle. Los tillamook o nehalem, ubicados en la región de Tillamook, Oregón, son el grupo más meridional de los pueblos salish de la costa.